# Jeunes gardes socialistes

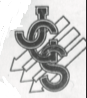
Oficjalne logo

Jeunes gardes socialistes (JGS) – utworzona w 1886 r. belgijska organizacja młodych osób, które wyznawały ideały socjalizmu i tworzyły przybudówkę w Belgijskiej Partii Robotniczej (POB). Byli autonomiczni wobec partii, ale bronili jej socjalistycznego programu, a ich działania były bardziej bojowe niż u starszych towarzyszy.

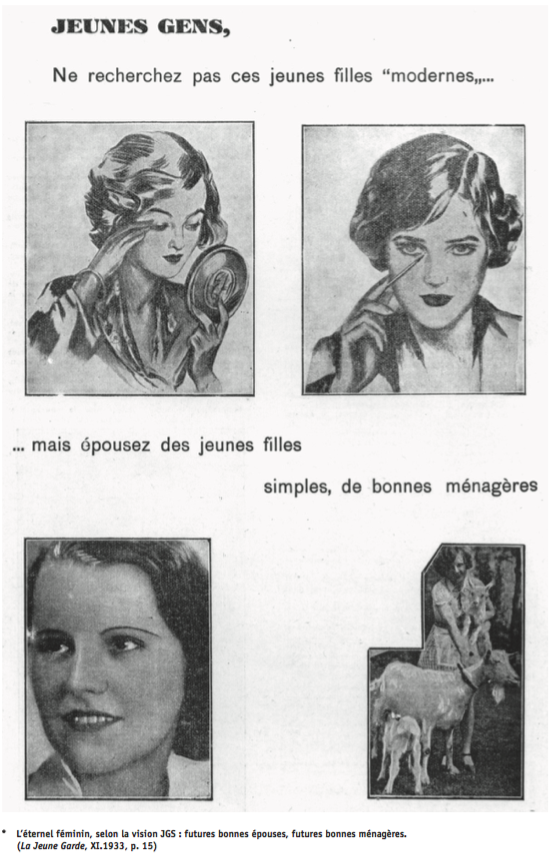
Broszura JGS

Przynależały do niej osoby nieprzekraczające 25 roku życia. W szczytowym okresie zrzeszała ponad 25 000 członków. Na początku lat 30. XX wieku była jedną z organizacji, które współtworzyły międzynarodowy ruch antyfaszystowski – Union Socialiste Anti-Fasciste.

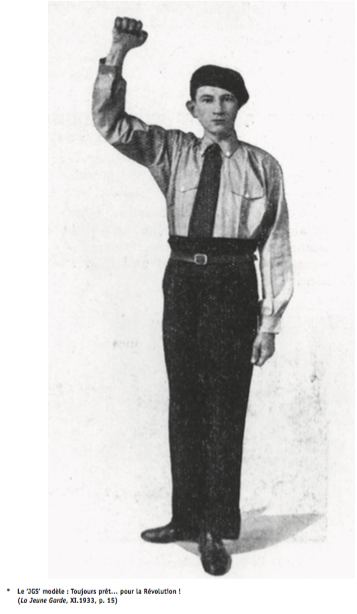
Członek Juene Garde w mundurze

## Liczba członków
| Lata      | Liczba osób |
| --------- | ----------- |
| 1886-1912 | 7.000       |
| 1921      | 10.425      |
| 1922      | 18.687      |
| 1923      | 21.174      |
| 1924      | 11.752      |
| 1929      | 6.000       |
| 1930      | 7.879       |
| 1931      | 9.496       |
| 1932      | 13.900      |
| 1933      | 25.000      |
| 1934      | 25.400      |
| 1935      | 18.500      |
| 1936      | 7.800       |
| 1938      | 6.000       |